# Del Mar
Del Mar är en ort i San Diego County i delstaten Kalifornien, USA.